# William Brangham
William Brangham (geboren in 1968) is een Amerikaans journalist, die momenteel werkzaam is als correspondent voor het nieuwsprogramma PBS NewsHour. Daarvoor heeft hij gewerkt als producent voor een aantal andere televisieprogramma's, waarvan de meeste voor PBS.

## Loopbaan
Tussen 1986 en 1990 studeerde Brangham Engelse taal en literatuur aan Colorado College. Nadat hij zijn Bachelor of Arts had behaald, werkte hij in de jaren 90 en het begin van het daaropvolgende decennium als onderzoeksassistent en later ook als veldproducent voor een aantal documentaires en series van journalist Bill Moyers. Hij heeft onder andere meegewerkt aan Listening to America with Bill Moyers (1992), Close to Home: Moyers on Addiction (1998) en On Our Own Terms: Moyers on Dying in America (2000). Daarnaast heeft Brangham in die tijd geholpen bij het produceren van een aantal documentaires voor ABC News, de serie Explorer van National Geographic, verschillende fragmenten van Frontline (1995/1996), een televisieprogramma van PBS, en Science Times (2001), een documentaireserie van The New York Times.
Na de aanslagen op 11 september 2001 ging hij weer werken voor Moyers' productiebedrijf en werkte hij mee aan het actualiteitenprogramma Now, dat werd uitgezonden door PBS. In de zes jaar die hij er werkte produceerde, filmde en schreef hij nieuwsberichten en interviews. In 2007 vertrok hij naar het programma Bill Moyers Journal, toen dat programma terug op televisie kwam, en bleef daar werken totdat dat programma in 2010 ophield te bestaan. Vervolgens werkte hij voor Need to Know gedurende het tweejarige bestaan van dat programma als producent, cameraman en correspondent. Hij werkte daarnaast één jaar als adjunct-professor aan de journalistische faculteit van de Columbia-universiteit.
In 2013 vertrok Brangham naar de weekendeditie van PBS NewsHour in New York om daar als producent te werken. Daarnaast was hij ook verslaggever en viel hij soms in als presentator. Hij deed verslag vanuit de Verenigde Staten en daarbuiten, waaronder vanuit Duitsland, Denemarken, Frankrijk en Iran. In mei 2015 werd hij gepromoveerd tot correspondent van de doordeweekse editie van PBS NewsHour, die wordt opgenomen in Washington D.C. Hij doet daar verslag van algemene gebeurtenissen, houdt interviews in de studio en is invalpresentator. Toen dat programma in 2015 een Peabody Award won, noemde de jury Branghams verslag van de Syrische vluchtelingencrisis in Europa. Daarnaast presenteerde Brangham voor PBS NewsHour de zesdelige serie "The End of Aids?", dat een News & Documentary Emmy won in de categorie "Outstanding Science, Medical and Environmental Report". Diezelfde serie ontving ook een aantal andere prijzen, waaronder een National Academies Communication Award in de categorie "Film/Radio/TV".

## Persoonlijk
Brangham is getrouwd met zijn vrouw Tory. Samen hebben ze twee zonen en één dochter. Ze wonen in Washington D.C.